# Domonkos Ferjancsik
Domonkos Ferjancsik (ur. 7 września 1975 w Budapeszcie) – węgierski szablista, wielokrotny medalista mistrzostw świata.
W 1992 roku zdobył złoty medal w szabli indywidualnej na mistrzostwach świata kadetów w Bonn. W kategorii juniorów zdobył: srebro indywidualnie na MŚJ w Denver (1993), złoto drużynowo i srebro indywidualnie na MŚJ w Meksyku (1994) oraz brąz indywidualnie na MŚJ w Paryżu (1995).
Podczas mistrzostw świata w Kapsztadzie w 1997 roku Węgrzy w składzie: Domonkos Ferjancsik, József Navarrete, György Boros i Csaba Köves zdobyli drużynowo brązowy medal. W tej samej konkurencji zdobył następnie złoty medal na mistrzostwach świata w Chaux-de-Fonds (1998) oraz srebrne na mistrzostwach świata w Nîmes (2001) i mistrzostwach świata w Hawanie (2003). Na MŚ 2003 zdobył również brązowy medal indywidualnie, plasując się za Ukraińcem Wołodymyrem Łukaszenko i Rumunem Mihaiem Covaliu.
Na igrzyskach olimpijskich w Sydney w 2000 roku zajął czwarte miejsce w turnieju indywidualnym, przegrywając walkę o brązowy medal z Niemcem Wiradechem Kothnym 11:15. W zawodach drużynowych zajął piąte miejsce. Na rozgrywanych cztery lata później igrzyskach olimpijskich w Atenach był piąty drużynowo i dziesiąty indywidualnie.
Ponadto zdobył drużynowo brązowe medale na mistrzostwach Europy w Koblencji w 2001 roku i mistrzostwach Europy w Moskwie rok później. 